# Kamnik

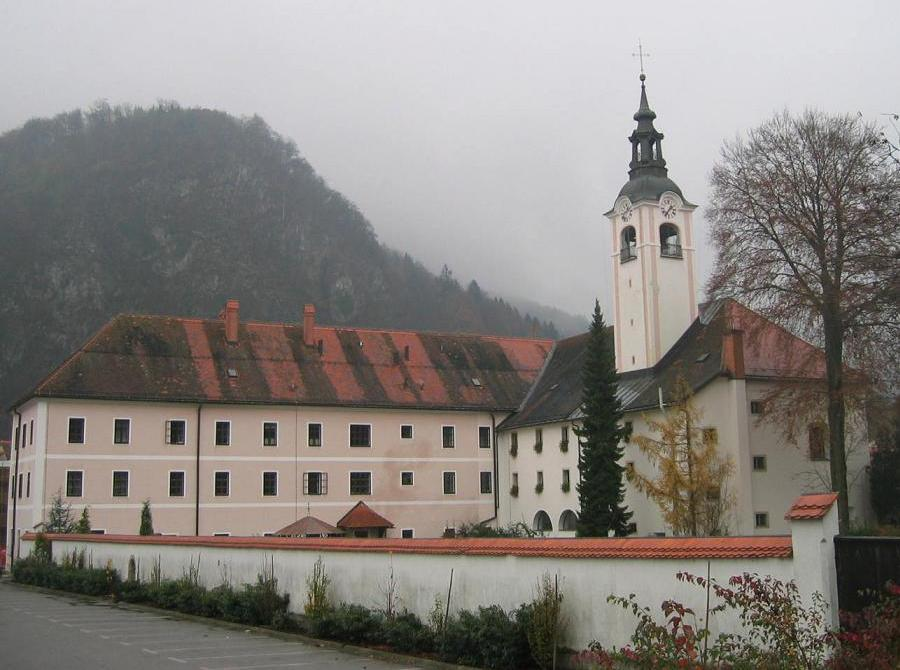
Monasterio franciscano

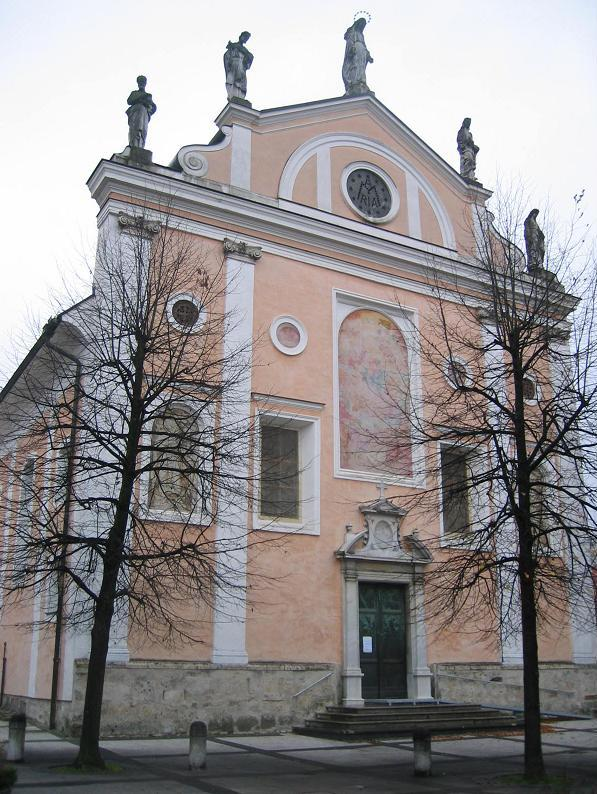
Iglesia de María Inmaculada

Kamnik es una ciudad de Eslovenia, situada al sur de los Alpes de Kamnik y centro del municipio de Kamnik.
La antigua ciudad de Kamnik es un importante centro administrativo, cultural y turístico de la zonal, con piscina, práctica de la caza y la pesca, excursiones a las montañas, museos, galerías, funicular de Velika planina, con actividad industrial (química, metal, textil, muebles e industria alimentaria) bajo los Alpes de Kamnik. La ciudad se ha desarrollado en torno al lugar en el que el río sale por un valle estrecho. Aquí está el punto de contacto de caminos entre la llanura de Liubliana
-a través del paso Kozjak- con la llanura de Celje. En la ciudad se unen también los ríos Nevljica y Kamniška Bistrica. 

## Historia
La ciudad de Kamnik, mencionada por primera vez en 1061, obtuvo a finales del siglo XII el título de mercado y alrededor del aňo 1220 el de ciudad. Aquí los Andechs (condes de Baviera) forjaron su fortuna. En el siglo XIII amurallaron la ciudad y levantaron algunas torres. Temporalmente Kamnik fue la capital de Carniola, y más tarde (junto a Liubliana) la ciudad de provincia más influyente. Tenía bien desarrollada la herrería, la industria de cuchillos y el prensado de paños. A partir del siglo XIV fue la sede del tribunal regional. Como centro de comercio medieval, comenzó a declinar en el siglo XVII. La ciudad sufrió un terremoto e incendios. 
Durante la etapa en que perteneció a las Provincias de Iliria revivió la artesanía (fundiciones, curtiduría, peletería, alfarería, canteras, arquitectura), y en la segunda mitad del siglo XIX comenzó a desarrollarse la industria. En 1853 se fundó una fábrica de pólvora, en 1857 comenzó a funcionar la fábrica de cemento en Mekinje y en 1896 la fábrica de productos de metal Špalek. Después de la construcción de la línea ferroviaria Ljubljana-Kamnik en 1891, la ciudad se impuso como lugar de descanso con el método de tratamiento Kneipp. Entre las dos guerras mundiales, se desarrolló sobre todo la industria: Se formaron tres fábricas de refundición de la madera, se amplió la fábrica de pólvora, comenzaron a trabajar de nuevo las fábricas "Titan" (productos de metal), la curtiduría Kamnik, la fábrica de mostaza y conservas "Eta" y la fábrica textil "Svilanit".

## Monumentos de la ciudad
- Calle Šutna
- Mercado principal
- Monasterio franciscano e iglesia de San Jacobo
- Castillo pequeňo
- Castillo viejo
- Museo Intermunicipal Kamnik
- Galería de Miha Maleš
- Iglesia de María Inmaculada (calle Šutna)
- Lugar de nacimiento de Rudolf Maister
- Monumento a la Revolución

## Turismo
En la Edad Media Kamnik fue el centro de extensos territorios de Carniola de los Andechs, una conocida familia de la nobleza bávara. Es una de las ciudades más antiguas de Eslovenia, que atrae al turismo con un conjunto de edificios históricos restaurados y casas decoradas en el casco antiguo. Los principales monumentos de la ciudad son el "Castillo pequeňo" y el "Castillo viejo"; la biblioteca del monasterio franciscano también tiene importante valor cultural (alrededor de 10.000 volúmenes). En el castillo de Zaprice hay un museo y delante del museo hay un museo al aire libre.

## Termas de Snovik
Las Termas de Snovik están situadas en "Tuhinjska dolina", a lo largo de la carretera que une Kamnik con Celje. Están situadas en uno de los valles laterales en el seno de los Alpes de Kamnik, a 9 km de distancia de Kamnik. Los habitantes de la zona caminaban frecuentemente para mojarse los pies en el arroyo de Kovač. Muchos de ellos llevaron esa agua a sus casas para beber, porque pronto se corrió el rumor de que tenía un efecto beneficioso para la digestión.

## Historia de las termas Snovik
En 1953 comenzaron los primeros análisis del agua y del suelo, se iniciaron investigaciones con el objetivo de una posible explotación de aguas termales. Fueron creados dos pozos en el pueblo cercano de Potok. Desde ellos una tubería de un kilómetro lleva el agua a las termas. El agua que sale a la superficie tiene 30,6 °C. Los profesionales que han sometido a análisis físico y químico las aguas termales constataron que se trata de un agua potable de alta calidad. Encontraron que es muy rica en magnesio y calcio. En 1994 colocaron la primera piscina de prueba. En junio de 2001 se abrió la piscina termal exterior con más de 500 m² de superficie. En julio de 2003 se colocó una nueva piscina exterior.

## Kamniška Bistrica
El río Kamniška Bistrica es un afluente izquierdo del río Sava, que desemboca bajo el Beričevo, en Liubliana. Surge en la falda del sur de los Alpes de Kamnik a una altitud de 590 metros y en su mayoría corre por piedra caliza del territorio plano de Bistrica. Tiene 32,8 kilómetros de longitud, su cuenca alcanza 535 km², el caudal medio es de 20,9 m³/s.
Entre los monumentos naturales hay que destacar desfiladero del Predoselj Grande y el Pequeño con la profundidad de 20 pies. 

## Explotación económica
A pesar de que el entorno del río Kamniška Bistrica estuvo muy desarrollado, con artesanía (herreros, clavetería, curtiduría, molinos y sierras), hoy solo funciona el Molino del Rey en Radomlje y tres pequeñas centrales hidroeléctricas. En la corriente superior el río Bistrica es rico en peces, en la corriente más baja se ha empobrecido debido a la contaminación.

## Eslovenos relevantes nacidos en Kamnik
- Rudolf Maister, general y poeta
- Ivan Vavpotič, pintor
- Jurij Japelj, escritor y renovador
- Anton Medved, poeta
- Radivoj Peterlin-Petruška, poeta y viajero
- Hubert Bergant, organista
- Fortunat Bergant, pintor
- Marija Vera, actriz de teatro
- Jurij Starovašnik, doctor
- Franc Pirc, misionero
- Fran Albreht, literata
- Samo Vremšak, compositor
- Miha Maleš, pintor
- Maks Koželj, pintor
- Anton Koželj, pintor
- Marjan Marinc, escritor, dramaturgo, actor, director y redactor
- Mitja Rotovnik, director cultural y organizador